# Chips (musikgrupp)
Chips var en svensk country- och popgrupp, bildad 1979 av Kikki Danielsson och Lasse Holm, och upplöst 1983.

## Historia
Chips deltog i den svenska Melodifestivalen 1980 med melodin Mycke' mycke' mer, som slutade på fjärde plats. Som bakgrundssångare deltog Lasse Westmann, Lisa Magnusson, Mats Rådberg och Monica Silverstrand (då Barwén). Efter Melodifestivalen 1980 utökades duon till en trio med Britta "Tanja" Johansson. De gav ut albumet "Chips" och kort därefter blev också Elisabeth "Bettan" Andreassen medlem i gruppen. Bara några veckor efter att trion blivit kvartett åkte Chips till det dåvarande Västtyskland på turné. I Düsseldorf genomfördes en stor TV-show, Show-Express, som blev en stor framgång.
Under det nya namnet Sweets 'n Chips, vilket de kallade sig efter att ett dansband hävdat att de ägde rätten till namnet Chips[när?], tävlade gruppen i Melodifestivalen 1981, och kom på andra plats med sången "God morgon". En tid senare halverades gruppen, då Britta Johansson lämnade den. Då tog Lasse Holm ett steg bakåt och lämnade all plats åt Elisabeth och Kikki, men han stannade kvar som låtskrivare och pianist åt dem.
Bestående av enbart Elisabeth och Kikki på scenen vann melodin Dag efter dag den svenska Melodifestivalen 1982. Chips representerade Sverige i Eurovision Song Contest 1982 i Harrogate i Storbritannien, där melodin slutade på åttonde plats.
Efter succén i den svenska Melodifestivalen 1982 släpptes albumet Having a Party, som såldes i omkring 100 000 exemplar i Sverige. De turnerade i norra Europa och hade ett framgångsrikt år 1982. Trots detta splittrades gruppen 1983. Detta på grund av att de hade hoppats på större framgångar utanför Sverige och Norge, och dessutom hade både Elisabeth och Kikki varsin solokarriär att jobba vidare med. Kikki Danielsson hade 1982 även spelat in sitt sista album med dansbandet Wizex.

## Diskografi

### Album
- 1980 - Chips
- 1982 - Having a Party

### Samlingsalbum
- 1997 - 20 bästa låtar

### Singlar
- 1980 - Mycke' mycke' mer/Can't Get over You
- 1980 - High School (svensk version) / A little bit of loving
- 1981 - God morgon/It Takes More than a Minute
- 1982 - Dag efter dag/Här kommer solen

## Melodier på Svensktoppen
- Mycké, mycké mer - 1980[2]
- High school - 1980[2]
- God morgon - 1981[3]
- Här kommer solen - 1982[4]
- Dag efter dag - 1982[4]

## Medlemmar
- Kikki Danielsson (1979–1983)
- Lasse Holm (1979–1981, endast låtskrivare från 1982)
- Tania (1980–1981)
- Elisabeth Andreassen (1980–1983)

### Fotnoter
1. ↑  Hanna Othman (20 april 2015). ”Eurovisionen år 1982” (på svenska). Svenska yle. https://svenska.yle.fi/artikel/2015/04/20/eurovisionen-ar-1982. Läst 13 maj 2018.
2. 1 2  ”Svensktoppen 1980”. Sveriges Radio. 8 mars 1980. http://sverigesradio.se/Diverse/AppData/Isidor/files/2023/3478.txt. Läst 14 mars 2012.
3. ↑  ”Svensktoppen 1981”. Sveriges Radio. 8 mars 1981. http://sverigesradio.se/Diverse/AppData/Isidor/files/2023/3479.txt. Läst 14 mars 2012.
4. 1 2  ”Svensktoppen 1982”. Sveriges Radio. 8 mars 1982. http://sverigesradio.se/Diverse/AppData/Isidor/files/2023/3480.txt. Läst 14 mars 2012.